# Gabriel Gilbert
Gabriel Gilbert (* um 1620 in Paris; † um 1680 ebenda) war ein französischer Dichter.

## Leben
Gilbert, Zeitgenosse Pierre Corneilles und Jean Racines und deren Vorläufer in der dramatischen Kunst, bekannte sich zum Protestantismus und war eine Zeit lang Sekretär der Herzogin von Rohan und ab 1657 Resident (Bevollmächtigter) der Königin Christine von Schweden am französischen Hof.
Man kennt von ihm eine Art de plaire nach Ovids Ars amandi  und ungefähr 12 Tragödien, darunter Marguerite de France (1640), Téléphonte (1642), Rodogune (1646) und Hypolite ou le garçon insensible (1647). Die Rodogune ist ein Gegenstück zu Corneilles gleichzeitigem und gleichnamigem Stück, beide allegorisieren die Regentschaft Annas von Österreich 1643–1651 durch die Partherprinzessin Rhodogune, und sind jeweils den politischen Kontrahenten dieser Zeit, den Prinzen Condé und Gaston d’Orleans, gewidmet. – im Unterschied zur Heldin Corneilles ist Gilberts Protagonistin von zweifelhaftem Verhalten. An dem Téléphónte hat Richelieu mitgearbeitet.